# Station Wrzosów
Station Wrzosów is een spoorwegstation in de Poolse plaats Chrośla.